# Alicja Bienicewicz

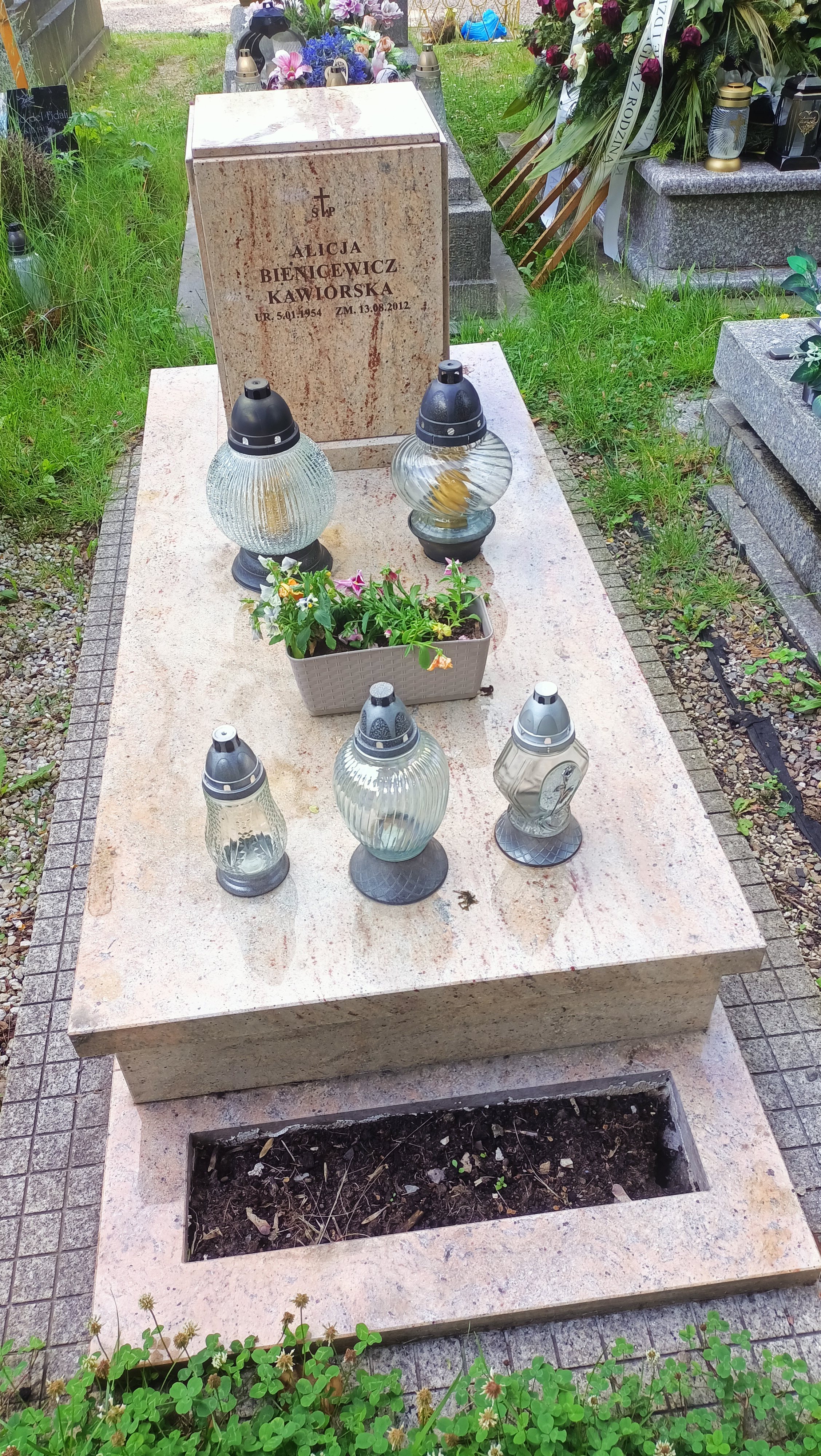
Grób Alicja Bienicewicz na Cmentrzu Rakowickim w Krakowie

Alicja Bienicewicz (ur. 5 stycznia 1954 w Gryfinie, zm. 13 sierpnia 2012 w Krakowie) – polska aktorka teatralna i filmowa.

## Życiorys
Studia na krakowskiej PWST ukończyła w 1977. Po raz pierwszy pojawiła się na scenie w 1973, biorąc udział w Dziadach w reż. Konrada Swinarskiego, ale właściwy debiut nastąpił w styczniu 1978. Wystąpiła wtedy w roli Iwony w Iwonie księżniczce Burgunda Gombrowicza w Starym Teatrze w Krakowie, którego aktorką była całe swoje zawodowe życie.
Grała również w filmie. W Teatrze Telewizji zagrała około dwudziestu ról. Występowała też w spektaklach Piwnicy pod Baranami czy krakowskich teatrów Bagatela i Groteska.
W 1995, za rolę Gertrudy Hentjen w Lunatykach Hermanna Brocha, otrzymała Nagrodę im. Aleksandra Zelwerowicza.
W 2010 została odznaczona Brązowym Medalem „Zasłużony Kulturze Gloria Artis”.
Alicja Bienicewicz – o „duszy” kruchej jak porcelana, subtelna, pełna zniuansowanego napięcia, refleksyjna, zajmuje najtrudniejszą do zdobycia w teatrze przestrzeń – pisała o niej Elżbieta Bińczycka, sekretarz literacki w Narodowym Starym Teatrze.
21 sierpnia 2012 została pochowana na cmentarzu Rakowickim w Krakowie.

## Filmografia
- 1978 Bez znieczulenia – nie występuje w czołówce,
- 1979 Amator – Jaśka,
- 1980 Kraków 1902 (5) w Z biegiem lat, z biegiem dni... – zakonnica,
- 1980 Tango ptaka – Agata,
- 1984 W starym dworku, czyli niepodległość trójkątów – śpiew,
- 1996 Odwiedź mnie we śnie – opiekunka Alicji w niebie,
- 1996 Gdzie jesteś święty Mikołaju? – urzędniczka na poczcie,
- 1997 Farba – matka Celiny,
- 2005 Jan Paweł II – starsza zakonnica
- 2005 Egzekucja (24) w Kryminalni – Magda, żona Raszyńskiego,
- 2008 Rysa – pani Olga, bratanica Leona,
- 2012 Obława – matka Kondolewiczowej

## Role teatralne (wybór)
- 1978 Iwona, księżniczka Burgunda – Iwona (reż. Krystian Lupa)
- 1978 Z biegiem lat, z biegiem dni – La Francatu (reż. Andrzej Wajda)
- 1979 Lot nad kukułczym gniazdem – Siostra Flinn (reż. Krzysztof Zanussi)
- 1980 Romans z wodewilu – Zofia (reż. Marta Stebnicka)
- 1981 Powrót Odysa – Melanto (reż. Krystian Lupa)
- 1982 Bezimienne dzieło – Służąca (reż. Krystian Lupa)
- 1982 Mord w Katedrze – Kobieta z Canterbury (reż. Andrzej Wajda)
- 1984 Antygona – Eurydyka (reż. Andrzej Wajda)
- 1985 Miasto snu – Melitta Lampenbogen (reż. Krystian Lupa)
- 1988 Marzyciele – Regina (reż. Krystian Lupa)
- 1988 Przed sklepem jubilera – Anna (reż. Anna Polony)
- 1990 Zamiana – Lechy Elbernon (reż. Marek Pasieczny)
- 1990 Port wielki jak świat (widowisko muzyczne, gościnnie w Teatrze Ludowym Kraków-Nowa Huta, reż. Marta Stebnicka)
- 1990 Opera żebracza (widowisko muzyczne, gościnnie w Teatrze Ludowym Kraków-Nowa Huta, reż. Krzysztof Orzechowski)
- 1991 Ślub – Dama (reż. Jerzy Jarocki)
- 1991 Wesele – Czepcowa (reż Andrzej Wajda)
- 1992 Plac Merkurego – Muza 3 (gościnnie w Teatrze STU, reż. Marta Stebnicka)
- 1992 Mizantrop – Arsena (reż. Krzysztof Nazar)
- 1993 Sen srebrny Salomei – Popadianka (reż. Jerzy Jarocki)
- 1995 Reformator – Sąsiadka (reż. Rudolf Zioło)
- 1995 Lunatycy (Esch, czyli Anarchia) – Gertruda Hentjen (reż. Krystian Lupa)
- 1995 Dziady – dwanaście improwizacji – Matka (reż. Jerzy Grzegorzewski)
- 1996 Peer Gynt – Pasterka, Troll, Pióro (reż. Marek Fiedor)
- 1998 Lunatycy (Hugenau, czyli Rzeczowość) – Gertruda Esch (reż. Krystian Lupa)
- 1999 Don Juan – Ksieni (reż. Marek Fiedor)
- 1999 Bracia Karamazow – Mariuszka (reż. Krystian Lupa)
- 2001 Wiśniowy sad – Raniewska (reż. Remigiusz Brzyk)
- 2002 Mistrz i Małgorzata – Tatiana, Zofia Pawłowna (reż. Krystian Lupa)
- 2005 Edyp – Jokasta (reż. Bartosz Szydłowski)
- 2006 Trzy stygmaty Palmera Eldritcha – Helen Morris (reż. Jan Klata)
- 2006 Edyp. Tragedia nowohucka – Jokasta (w: Teatr Łaźnia Nowa w Krakowie, reż. Bartosz Szydłowski)
- 2007 Krwawe wesele, czyli muzyczna opowieść o cygańskim sercu – (w: Teatr Łaźnia Nowa w Krakowie, reż. Bartosz Szydłowski)

## Role w Teatrze Telewizji
- 1977 Kapelusze – Kazia Piorun
- 1979 Niezrównany Nakoniecznikow – Elwira
- 1979 U mety – Zośka
- 1979 Przeprowadzka – Zośka
- 1980 Romans z wodewilu – Zofia (reż. Marta Stebnicka)
- 1984 Wiersze i krajobrazy – obsada aktorska
- 1986 Twarze Witkacego czyli regulamin firmy portretowej – obsada aktorska
- 1987 Opowieści Hollywoodu – Kucharka (reż. Kazimierz Kutz)
- 1990 Sąd Ostateczny – Leni
- 1991 Panna Julia – Krystyna
- 1991 Marzyciele – Regina (reż Krystian Lupa)
- 1992 Ślub – Dama (reż. Jerzy Jarocki)
- 1992 Przeprowadzka – Kate Mason
- 1994 Mizantrop – Arsena
- 1994 Szczególnie małe sny – Matka
- 1995 Zwierzoczłekoupiór – Matka Piotra
- 1996 Momotaro – brzoskwiniowy chłopiec – Żona Samuraja
- 1996 Słoneczko – Matka
- 1997 Tęczaki – Mama
- 1997 Tu się urodziłem – Paraska
- 2000 Monolog o śmierci – Matka